# Société Belge Radio-electrique

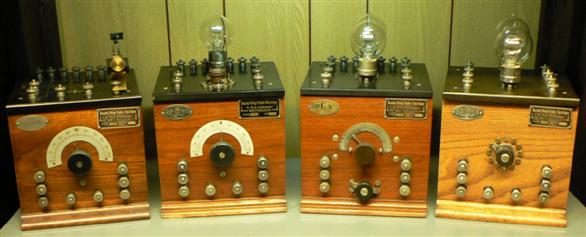
Radiopuzzel

Société Belge Radio-electrique (SBR) is een Belgisch radiomerk.

## Geschiedenis
Op 4 oktober 1922 ontstond de SBR met hoofdzetel en atelier aan de Egmontstraat 4 te Brussel, uit twee reeds bestaande radio-elektrische bedrijven: SIB (Société Indépendante Belge de télégraphie sans fil, in 1920 opgericht door Robert Goldschmidt) en SNR (Société Nationale Radio-électrique). Menig lid van deze twee laatste vennootschappen zetelden in het bestuur van SBR. Een van de vroegst verkochte ontvangers van SBR met de naam "Radio Puzzel", was een modulair type overgenomen van SIB. Deze bestond uit meerdere eenheden en werden via aansluitstrips en draden met elkaar verbonden. Er waren veel combinaties mogelijk met dit toestel, vandaar aldus de naam Radio Puzzel. De Radio Puzzel bestond uit een ontvangstmodule met een raamantenne, een detectiemodule, een hoogfrequentmodule en als laatste een laagfrequentmodule met een koptelefoon. Een supplementaire module om een morseschrijver aan te sturen was ook verkrijgbaar. 
Pas enkele jaren later, in 1924, ontstond de nieuwe SBR-fabriek, gelegen aan de Ruisbroeksesteenweg 66 te Ukkel. In feite hernam SBR de bestaande installaties van SIB. De tentoonstellingszaal lag aan de Naamsestraat 30 te Brussel. De hoofdzetel bleef op hetzelfde adres. De eerste SBR-toestellen waren alleen voor particulier gebruik in België. De eerste radio in grote serie geproduceerd, met de naam "Ondolina", stond aan het begin van meerdere versies die onderling weinig verschilden. De Ondolina was een radio met externe buizen. Het toestel was met accu's gevoed en het geluid kwam via een aparte luidspreker. De Ondolina werkte volgens het 'rechtuit-principe'. Praktisch alle vooroorlogse toestellen kregen de naam Ondolina mee. 
Omstreeks 1927/28 ontstonden de "Super Ondolina's". Dat waren SBR-radio's die werkten volgens het superheterodyne principe. Rond 1929/30 bracht SBR meerdere toestellen uit in uiteenlopende prijzen en vormen. De goedkoopste toestellen kregen de naam "Ondolinette", gevolgd door de Ondolina-types en de Super Ondolina-types. Ook tijdens deze periode ontstonden radio's op netstroom, en toestellen met ingebouwde luidspreker. Deze trend zette zich door.
De ontwikkeling van 1930 tot de oorlogsjaren verliep dan ook met grote stappen:
- van de meer- of tweeknopsbediening (vanaf 1922), naar de eenknopsbediening (vanaf 1930)
- van een numerieke afstemindex (vanaf 1922), naar een stationsnaamschaal (vanaf 1934)
- de opkomst van de afstemindicator, (1934)
- de opkomst van de préselectie (1939)